# 장군산 (여수시)
장군산(將軍山)은 전라남도 여수시에 있는 산이다. 높이는 325m이다.장군산의 유래는 산의 이름이 이순신장군과 연관된 데서 비롯된 것으로 추정된다. 여수시 광무동과 여서동 사이에 있는 산으로 산의 정상부는 기반암이 차별 침식으로 노출된 암봉들이 나타나며 산 전체가 가파른 편으로 동쪽으로는 연등천을 사이에 두고 종고상과 북서쪽으로는 구봉산과 마주보고 있다.